# William Lane (Verleger)
William Lane (* 1745/6? vermutlich in Whitechapel; † 29. Januar 1814) war ein englischer Verleger und der Gründer von Minerva Press.
William Lane wurde vor allem durch die Geschäftspraktiken seines Verlags bekannt, den er 1790 in Minerva Press umbenannte, auch wenn er bereits seit den 1770ern als Verleger und Buchhändler tätig war.
Im Zuge der wachsenden Beliebtheit der neuen Gattung Roman begann Lane in rascher Folge nach bewährtem Muster aufgebaute Unterhaltungsromane zu verlegen. Lane war mit seiner Minerva Press für den Umfang seines Verlagsprogramms bekannt sowie dafür, seine Autoren, zumeist finanziell abhängige, weibliche Berufsschriftstellerinnen, schlechter als alle anderen britischen Verleger seiner Zeit zu bezahlen und Bestseller von zweifelhafter literarischer Qualität zu produzieren. Selbst nach dem Verkauf seiner Anteile am Verlag und auch noch lange nach seinem Tod galt Minerva Press im England des 19. Jahrhunderts als Inbegriff von Schundliteratur.

## Leben
William Lanes Geburtsort und -zeitpunkt sind nicht genau dokumentiert. Fest steht, dass sein Vater John Lane Geflügelhändler war, und auch William folgte dem Vater zunächst in diesen Beruf. Ab etwa 1770 begann er, im väterlichen Geschäft Bücher zu verkaufen, bevor er 1773 in eigene Geschäftsräume umzog und sich als Buchhändler und Buchverleiher etablierte. In den nächsten Jahren betrieb er seine Geschäfte mit einigem Erfolg. Unter anderem beteiligte er sich 1788 mit mehreren Geschäftspartnern an der Gründung der ersten täglichen Abendzeitung überhaupt, des Star and Evening Advertiser. 1790 benannte er seinen Verlag in Minerva Press um und wurde unter diesem Verlagsnamen vor allem als Herausgeber anspruchsloser Unterhaltungsromane bekannt.
Zu Beginn des 19. Jahrhunderts zog sich Lane mehr und mehr aus den Geschäften seines Verlages zurück, nahm Partner ins Geschäft auf und begann Anteile zu veräußern. 1808 setzte er sich ganz zur Ruhe und verlebte die letzten Jahre seines Lebens in Brighton. Lane war zweimal verheiratet. Als er am 29. Januar 1814 kinderlos starb, hinterließ er sein gesamtes Vermögen, geschätzte £17,500, an seine zweite Frau Phoebe.

## Lane und die Leihbibliotheken
Nachhaltige Wirkung hatte Lane vor allem mit seinem Programm zur Ausweitung des Netzes an Leihbibliotheken, die ihm einen größeren Absatzmarkt sichern sollten. Spätestens 1784 inserierte er mit dem Angebot, angehende Bibliotheksbetreiber zu günstigen Konditionen mit einem Grundstock an Büchern aus dem eigenen Bestand zu versorgen. Darüber hinaus publizierte er eine Flugschrift, in der er Interessierte über Fragen zur Ausstattung, Organisation und Führung einer Leihbibliothek aufklärte.
Lanes Bemühungen hatten Erfolg und trugen entscheidend dazu bei, dass sich bis Mitte des 19. Jahrhunderts ein Netz kleinerer Buchverleiher über ganz England erstreckte. Viele Buchläden, aber auch Schreibwarenläden, Apotheken, Parfümerien und andere Geschäfte sicherten sich eine zusätzliche Einnahmequelle, indem sie begannen Bücher, vor allem populäre Romane oder erfolgreiche historische und naturwissenschaftliche Titel, zu verleihen, bevor Branchenriesen wie Mudie’s Select Library oder W. H. Smith die kleineren Konkurrenten nach und nach aus dem Geschäft verdrängten.

## Minerva Press
Den größten Teil seines Vermögens verdankte Lane vor allem den seichten Unterhaltungsromanen, die während seiner Leitung der Minerva Press in den 1790ern den Hauptteil der Produktion ausmachten. Die von ihm verlegte Literatur bediente verschiedene damals vorherrschende Modeerscheinungen und Klischees. Sie imitierten die Romane der damals sehr beliebten Erfolgsautorin Ann Radcliffe, welche die empfindsamen Liebesromane in der Tradition von Samuel Richardsons Pamela (1740) mit Motiven der Schauerromane verknüpfte. Dabei überzeichneten die Romane der Minerva Press die sensationellen und sentimentalen Momente, um einen möglichst großen Effekt beim Leser zu erzielen.
Der Verlag wurde mit seinen Romanen geradezu zum Inbegriff dieses Genres und stand somit im Zentrum der Kontroverse, die diese Literatur auslöste. Die sieben Titel, die Jane Austen im sechsten Kapitel ihres mit ironischen Seitenhieben auf Radcliffes Nachahmer gespickten Romans Northanger Abbey (1818) Radcliffes Bestseller Mysteries of Udolpho (1796) zur Seite stellt, gehören bis auf eine Ausnahme zum Verlagsprogramm der Minerva Press.
Die meisten der damals so erfolgreichen, zumeist im Akkord geschriebenen und oft anonym veröffentlichten Romane, sind heute samt ihren Autorinnen wie Eliza Parsons und Regina Maria Roche in Vergessenheit geraten. Eine gewisse Nachwirkung hatte lediglich der schlechte Ruf von Unterhaltungsromanen, zu dem sie beitrugen.